# Sergeeva
Sergeeva är en kulle i Antarktis. Den ligger i Östantarktis. Nya Zeeland gör anspråk på området. Toppen på Sergeeva är 404 meter över havet, eller 9 meter över den omgivande terrängen. Bredden vid basen är 0,41 km.
Terrängen runt Sergeeva är varierad, och sluttar norrut. Trakten är obefolkad. Det finns inga samhällen i närheten.